# Борго-Вальсугана
Борго-Вальсугана, Борґо-Вальсуґана (італ. Borgo Valsugana, вен. Borgo Valsugana) — муніципалітет в Італії, у регіоні Трентіно-Альто-Адідже,  провінція Тренто.
Борго-Вальсугана розташоване на відстані близько 470 км на північ від Рима, 26 км на схід від Тренто.
Населення — 6939 осіб (2014).

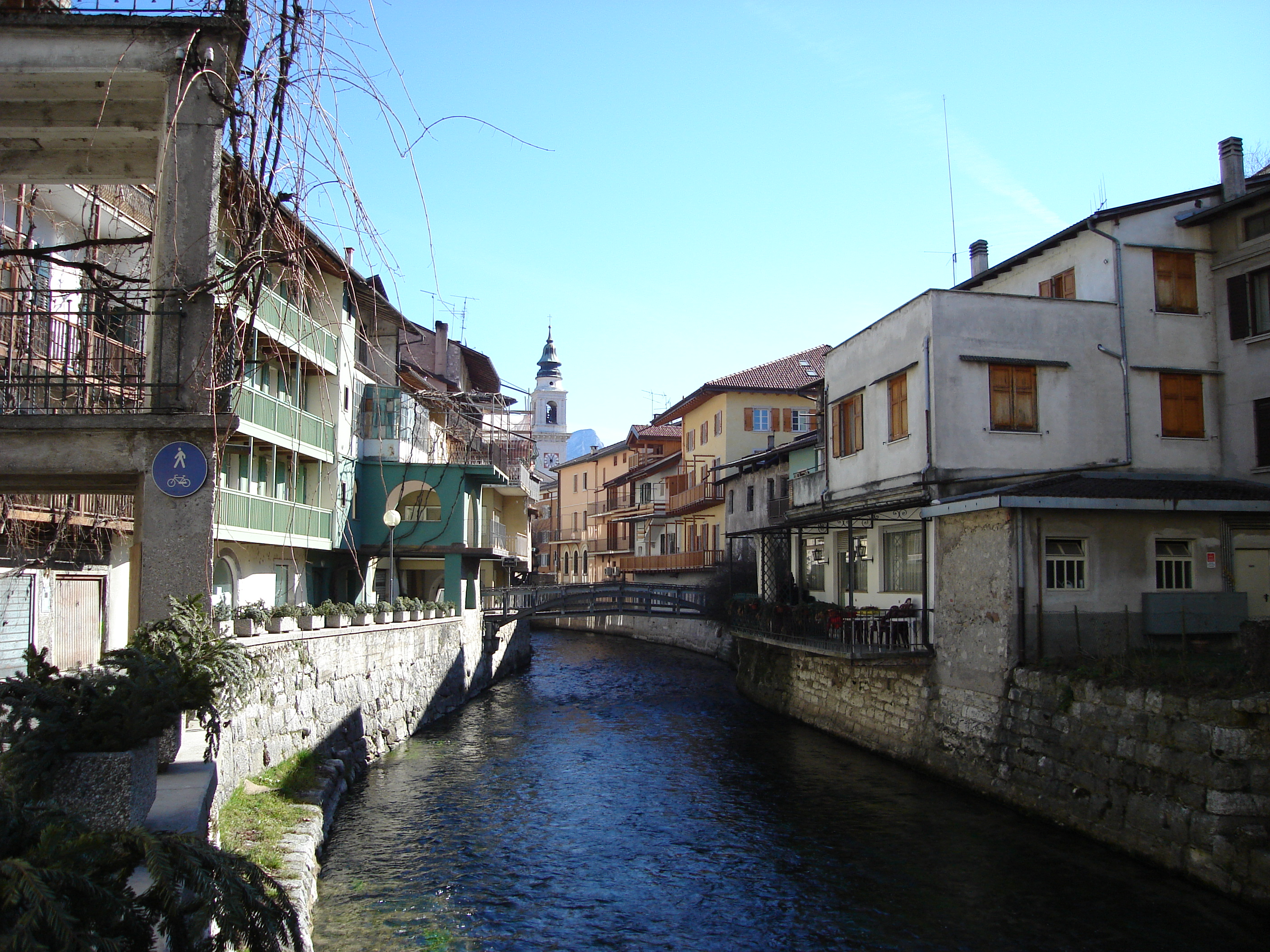

Щорічний фестиваль відбувається другої неділі та понеділка липня. Покровитель — San Prospero.

## Демографія
Населення за роками:

Станом на 1 січня 2023 року в муніципалітеті офіційно проживало 688 іноземців з 47 країн, серед них 125 громадян країн Євросоюзу та 18 громадян України.

## Сусідні муніципалітети
- Азіаго
- Кастельнуово
- Левіко-Терме
- Новаледо
- Ронченьйо
- Ронкі-Вальсугана
- Тельве
- Тельве-ді-Сопра
- Торченьйо